# هلن پالمر (نویسنده)
هلن ماریون پالمر گیسل (انگلیسی: Helen Palmer; ۲۳ سپتامبر ۱۸۹۸ – ۲۳ اکتبر ۱۹۶۷) نویسنده، کارتونیست، پویانما اهل ایالات متحده آمریکا بود. وی با تئودور زوس گیسل ازدواج کرد. آثار برجسته او عبارتند از فکی در باغ وحش مرا بوسید، میدونی شنبه دیگر چه کار می‌کنم؟، چرا خانه بوته ای را ساختم، ماهی بی آب. هلن بعد از اطلاع از خیانت همسرش، هنگامی که به بیماری سرطان مبتلا بود، خودکشی کرد.

## زندگی‌نامه

### دوران کودکی و دانشگاه
هلن ماریون پالمر گیسل در سال ۱۸۹۸ در نیویورک به دنیا آمد و دوران کودکی خود را در (بدفورد -، بروکلین | - Stuyvesant)، یکی از محلات مرفه بروکلین، سپری کرد. وی در دوران کودکی به بیماری فلج اطفال مبتلا شد و بعدها به‌طور کامل بهبود پیدا کرد. پدرش، جورج هوارد پالمر، متخصص چشم پزشک بود که وقتی هلن ۱۱ سال داشت، درگذشت. در سال ۱۹۲۰ از کالج ولزلی فارغ‌التحصیل شد و سپس به مدت سه سال به تدریس زبان انگلیسی در دبیرستان دخترانه در بروکلین پیش از نقل‌مکان، با مادرش بهانگلستان پرداخت تا بتواند به کالج ولزلی در انگلستان برود. هلن با همسر آینده‌اش تئودور سوس گایزل در آنجا آشنا شد. همسرش تأثیر عمیقی در زندگی او داشت. همسرش او را تشویق می‌کرد تا به جای تدریس زبان انگلیسی به هنر بپردازد و از این راه امرار معاش کند." او بعدها اظهار داشت: «کتاب‌های تِد همیشه پر از تصاویر حیوانات شگفت‌آور بودند؛ بنابراین دست به کار شدم تا نظر او را به این هنر جلب کنم. او مردی بود که می‌توانست چنین تصاویری را خلق کند و از این را امرار معاش کند». آن‌ها در سال ۱۹۲۷ با هم ازدواج کردند و چون هلن باردار نمی‌شد، هرگز صاحب فرزندی نشدند.

### موفقیت بعد ازجنگ
تِد، بعد از جنگ جهانی دوم فیلم‌های تبلیغاتی خودش را در هالیوود منتشر کرد. شرکت آر.ک.ئو با او قراردادی بست تا اثرش به نام شغل تو در ژاپن را به نگارش درآورد که او با همکاری هلن این کار را انجام داد. این پروژه با نام طرحی برای مرگ جایزه بهترین مستند آکادمی را در سال ۱۹۴۷ از آن خود کرد.
تِد، حدود یک دهه بعد از جنگ جهانی، به ادبیات کودک پرداخت. در این مسیر او به تشویق و حمایت شدید هلن وابسته بود.

### بیماری و خودکشی
هلن در سال ۱۹۶۷ با بیش‌مصرفی در باربیتورات، بعد از یک دوره بیماری سرطان که ۱۳ سال به طول کشیده بود خودکشی کرد. هلن از ارتباط همسرش با آدری استون دیاموند، اطلاع داشت. او در یادداشتی که قبل از مرگش از خود به جا گذاشت، حس ناتوانی درادامه زندگی بدون تِد را اینگونه بیان می‌کند:
تِد عزیزم، چه اتفاقی برای ما افتاد؟ نمی‌دانم. من احساس می‌کنم با سرعت به درون سوراخ پیچ در پیچ تاریکی فرومی‌روم که هیچ راه فراری ندارد. همه جا با صدای بلند فقط ندای شکست، شکست و شکست را می‌شنوم… خیلی دوستت دارم… من اینقدر پیر و فرتوت شدم که نمی‌توانم نیازهای تو را برآورده کنم. البته این حرفی بود که باید می‌زدم اگرچه شاید بگویی که بعد از این همه کار و فعالیت خسته شده‌ام. شهرت و معروفیت تو در برابر دوستان و طرفدارانت صدمه ای نخواهد دید… گاهی به خوشی‌هایی که با هم داشتیم فکر کن… 
تِد بعدها نسبت به مرگ هلن اینگونه عکس‌العمل نشان داد «من واقعاً نمی‌دانستم که باید خودم را بکشم، خانه و زندگی را بسوزانم و گم و گور شوم.» خواهرزاده تِد به نام پگی هم در مورد مرگ هلن اینگونه می‌گوید که: «کاری که هلن کرد عشق واقعی به تِد بود.» پگی مرگ هلن را «بزرگترین و آخرین هدیه او به تِد» می‌داند.

## آثار
شناخته شده‌ترین اثر هلن کتاب میدونی شنبه دیگر چه کار می‌کنم؟ است که در سال ۱۹۶۳ چاپ و منتشر شده‌است. این کتاب ترکیبی از داستان‌های هلن و تصاویر لین فِیمن است که در دو کتاب دیگر با عنوان فکی در باغ وحش مرا بوسید (۱۹۶۲) و چرا خانه بوته ای را ساختم (۱۹۶۴) با هلن همکاری داشته‌است. تصاویر کتاب فکی در باغ وحش مرا بوسید در باغ‌وحش سن دیگو برداشته شده‌است.